# 瑟里西
瑟里西（法語：Cerisy，法語發音：[səʁizi]）是法国上法蘭西大區索姆省的一个市镇，属于佩罗讷区。

## 地理
瑟里西（49°54'23"N, 2°38'19"E）面积10.94 平方千米，位于法国上法蘭西大區索姆省，该省份为法国北部沿海省份，北起加来海峡省和北部省，西接滨海塞纳省和大西洋英吉利海峡，南至瓦兹省，东临埃纳省。
与瑟里西接壤的市镇（或旧市镇、城区）包括：萨伊洛雷特、巴永维莱尔、希皮利、勒阿梅勒、拉莫特瓦尔菲塞、莫尔库尔。

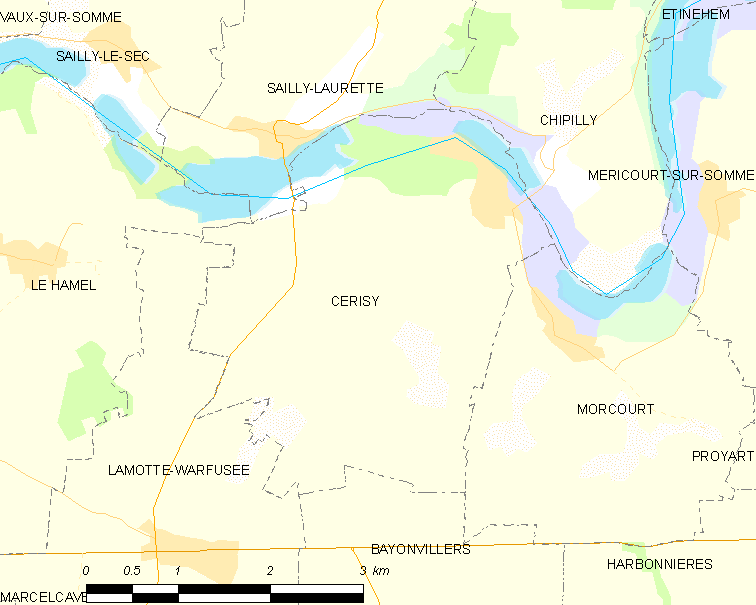
瑟里西的OSM定位图

瑟里西的时区为UTC+01:00、UTC+02:00（夏令时）。

## 行政
瑟里西的邮政编码为80800，INSEE市镇编码为80184。

## 政治
瑟里西所属的省级选区为科尔比县。

## 人口

1962-2008年间瑟里西人口变化图示

瑟里西于2022年1月1日时的人口数量为545人。